# Problema di Riemann

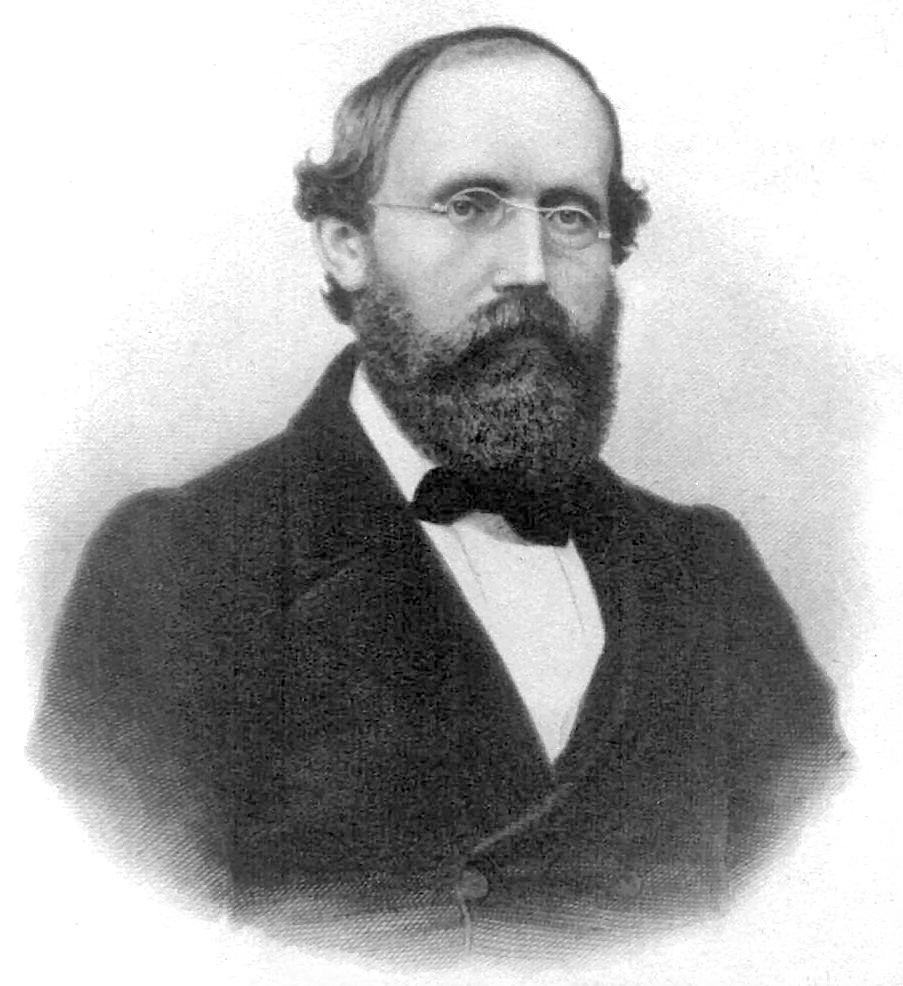
Un'immagine del matematico Bernhard Riemann, dal quale il problema di Riemann prende il nome

Un problema di Riemann, così chiamato dal nome del matematico e fisico tedesco Bernhard Riemann, è un problema ai valori iniziali che consiste in una legge di conservazione e da una condizione iniziale composta da due stati costanti separati da una singola discontinuità.
Il problema di Riemann è particolarmente utile alla comprensione e risoluzione di sistemi iperbolici come le equazioni di Eulero, poiché alcune proprietà come le onde di shock e di rarefazione, analizzabili nel contesto di un problema di Riemann, compaiono naturalmente nella loro soluzione sotto forma di caratteristiche.
In analisi numerica, i problemi di Riemann figurano all'interno dei metodi numerici dei volumi finiti: per questo sono ampiamente usati in gasdinamica e fluidodinamica computazionale, nell'ambito delle quali i problemi di Riemann vengono risolti per mezzo di appositi solutori.

## Il problema di Riemann in gasdinamica

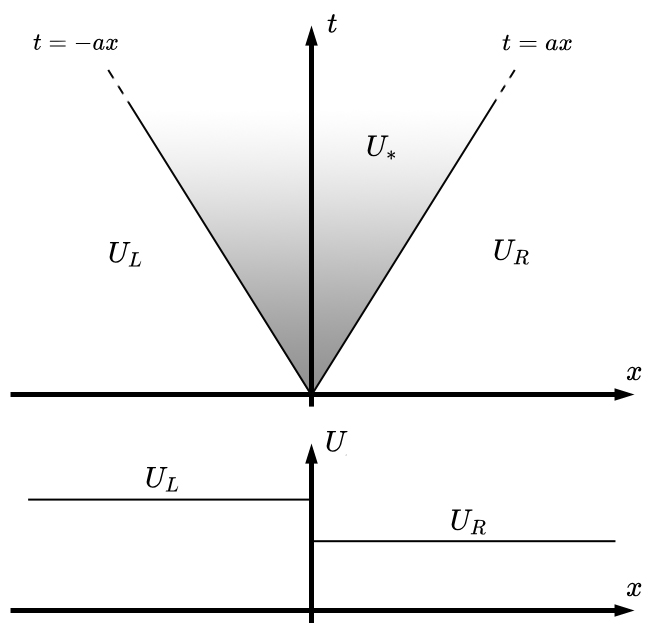
Struttura del problema di Riemann

Come esempio si investigano le proprietà del problema di Riemann monodimensionale applicato alla gasdinamica. Esso è costituito dalle leggi linearizzate della dinamica dei gas (in cui {\displaystyle \rho \left(x,t\right)} e {\displaystyle u\left(x,t\right)} sono rispettivamente la densità e la velocità delle particelle del gas, {\displaystyle \rho _{0}} è un valore di densità di riferimento e si assume {\displaystyle a\geq 0} senza perdita di generalità):
{\displaystyle {\begin{aligned}{\frac {\partial \rho }{\partial t}}+\rho _{0}{\frac {\partial u}{\partial x}}&=0\\[8pt]{\frac {\partial u}{\partial t}}+{\frac {a^{2}}{\rho _{0}}}{\frac {\partial \rho }{\partial x}}&=0\end{aligned}}}
corredate dalla seguente condizione iniziale:
{\displaystyle {\begin{bmatrix}\rho \\u\end{bmatrix}}={\begin{bmatrix}\rho _{L}\\u_{L}\end{bmatrix}}=U_{L}{\text{  per }}x\leq 0\qquad {\text{e}}\qquad {\begin{bmatrix}\rho \\u\end{bmatrix}}={\begin{bmatrix}\rho _{R}\\u_{R}\end{bmatrix}}=U_{R}{\text{  per }}x>0{\text{.}}}
Il punto {\displaystyle x=0} separa i due differenti stati iniziali, definiti sinistro e destro rispettivamente. Il sistema di equazioni differenziali può essere riscritto in forma conservativa:
{\displaystyle U_{t}+A\cdot U_{x}=0}:
dove
{\displaystyle U={\begin{bmatrix}\rho \\u\end{bmatrix}},\quad A={\begin{bmatrix}0&\rho _{0}\\{\frac {a^{2}}{\rho _{0}}}&0\end{bmatrix}}}
e il pedice indica la derivazione parziale rispetto a {\displaystyle x} o {\displaystyle t}.
Gli autovalori della matrice {\displaystyle A}, {\displaystyle \lambda _{1}=-a} e {\displaystyle \lambda _{2}=a}, rappresentano le velocità di propagazione delle onde all'interno del mezzo. La struttura del problema di Riemann in esame consiste quindi in due impulsi che si propagano a partire dall'origine del sistema di riferimento ({\displaystyle x=0}), il primo con velocità pari a {\displaystyle -a}, il secondo con velocità pari ad {\displaystyle a}. Nel piano cartesiano {\displaystyle x-t} queste onde seguono le cosiddette curve caratteristiche del sistema, che in questo caso sono due rette di pendenza pari a {\displaystyle -a^{-1}} e {\displaystyle a^{-1}}: {\displaystyle t=-x/a} e {\displaystyle t=x/a}. A sinistra della caratteristica {\displaystyle t=-x/a} si conserva lo stato iniziale sinistro {\displaystyle U_{L}}; a destra della caratteristica {\displaystyle t=x/a} si mantiene lo stato iniziale destro {\displaystyle U_{R}}. Nel dominio compreso tra le due caratteristiche si genera uno stato costante incognito {\displaystyle U_{\star }}.

Gli autovettori corrispondenti a {\displaystyle \lambda _{1}} e {\displaystyle \lambda _{2}} sono
{\displaystyle \mathbf {e} ^{(1)}={\begin{bmatrix}\rho _{0}\\-a\end{bmatrix}},\quad \mathbf {e} ^{(2)}={\begin{bmatrix}\rho _{0}\\a\end{bmatrix}},}
e rispetto a questi possono essere decomposti gli stati iniziali: per qualche valore di {\displaystyle \alpha _{1}}, {\displaystyle \alpha _{2}}, {\displaystyle \beta _{1}}, {\displaystyle \beta _{2}} si può quindi scrivere
{\displaystyle U_{L}={\begin{bmatrix}\rho _{L}\\u_{L}\end{bmatrix}}=\alpha _{1}\mathbf {e} ^{(1)}+\alpha _{2}\mathbf {e} ^{(2)}\qquad {\text{ e }}\qquad U_{R}={\begin{bmatrix}\rho _{R}\\u_{R}\end{bmatrix}}=\beta _{1}\mathbf {e} ^{(1)}+\beta _{2}\mathbf {e} ^{(2)}.}
Risolvendo queste due equazioni si ottengono i valori delle quantità {\displaystyle \alpha _{1}}, {\displaystyle \alpha _{2}}, {\displaystyle \beta _{1}}, {\displaystyle \beta _{2}}:
{\displaystyle \alpha _{1}={\frac {a\rho _{L}-\rho _{0}u_{L}}{2a\rho _{0}}},\quad \alpha _{2}={\frac {a\rho _{L}+\rho _{0}u_{L}}{2a\rho _{0}}},\quad \beta _{1}={\frac {a\rho _{R}-\rho _{0}u_{R}}{2a\rho _{0}}},\quad \beta _{2}={\frac {a\rho _{R}+\rho _{0}u_{R}}{2a\rho _{0}}}.}
Lo stato incognito {\displaystyle U_{\star }} si ottiene infine in funzione degli stati iniziali:
{\displaystyle U_{\star }={\begin{bmatrix}\rho _{\star }\\u_{\star }\end{bmatrix}}=\beta _{1}\mathbf {e} ^{(1)}+\alpha _{2}\mathbf {e} ^{(2)}=\beta _{1}{\begin{bmatrix}\rho _{0}\\-a\end{bmatrix}}+\alpha _{2}{\begin{bmatrix}\rho _{0}\\a\end{bmatrix}}={\begin{bmatrix}{\frac {1}{2}}(\rho _{L}+\rho _{R})-{\frac {1}{2}}(u_{R}+u_{L}){\frac {\rho _{0}}{a}}\\{\frac {1}{2}}(u_{L}+u_{R})-{\frac {1}{2}}(\rho _{R}+\rho _{L}){\frac {a}{\rho _{0}}}\end{bmatrix}}}
e la soluzione completa (costante a tratti) del problema di Riemann nel dominio {\displaystyle t>0} è:
{\displaystyle U(x,t)={\begin{bmatrix}\rho (x,t)\\u(x,t)\end{bmatrix}}={\begin{cases}U_{L},&0<t\leq -x/a\\U_{\star },&0\leq |x|/a<t\\U_{R},&0<t\leq x/a\end{cases}}.}